# تأميم

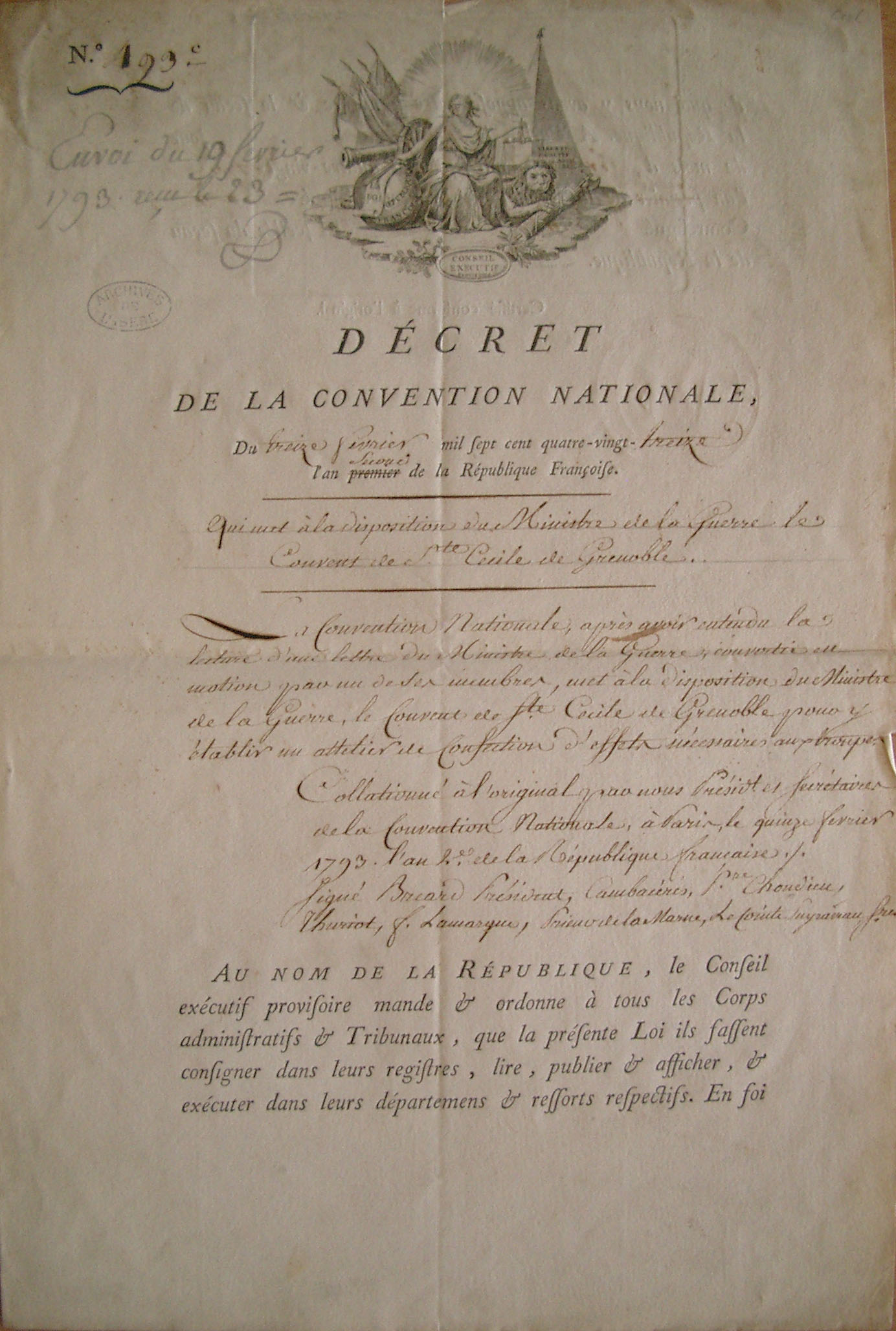

التأميم هو نقل ملكية قطاع معين إلى ملكية الدولة أي تحويله إلى القطاع العام. وهي مرحلة تمر بها الدولة المستقلة عادة في إطار عملية نقل الملكية وإرساء قواعد السيادة بحيث تقوم الدولة بإرجاع ملكية ما يراد تأميمه إلى نفسها.
ففي مصر أمم عبد الناصر شركات الإنتاج السينمائي وقناة السويس.

## تأميمات مهمة حسب الدول

### الأرجنتين
- 1918 : ثورة الجامعة وتأميم الجامعة.
- 1946 : تأميم البنك المركزي للأرجنتين.
- 1946 : الغاز الطبيعي (خصخص عام 1992).
- 1947 : شبكة الهاتف (خصخصت عام 1990).
- 1947 : شبكة المذياع (خصخصت بين عامي 1980 و 1993).
- 1948 : السكك الحديدية (خصخصت بين عامي 1991 و 1999)
- 1949 : النفط (the state oil concern, واي بي إف، had been established in 1922; المعادن أممت في المادة 40 من دستور 1949 ; the latter was abrogated in 1956، ولكن أُعيد تأميم النفط في عام was 1958 و private firms operated afterward via leases)
- 1949 : إدارة الموانئ (خصخصت عام 1992).
- 1949 : البحرية التجارية (خصخصت عام 1991).
- 1952 : ميترو بوينس آيرس (خصخصت عام 1994).
- 1958 : الكهرباء (خصخصت عام 1992).
- 1974 : Television networks  [لغات أخرى]‏ (خصخصت بين عامي 1982 و 1998).
- 1980 : Austral Líneas Aéreas (خصخصت عام 1987, إعادة تأميم 2008)
- 2003 : إعادة تأميم مصلحة البريد (كانت تملكها الدولة بين عامي 1949 و 1997)
- 2006 AySA, the water utility serving بوينس آيرس (its كانت تملكها الدولة precursor, OSN, was established in 1912 وخصخصت عام 1993)
- 2008 : صندوق التقاعدs (transferred to ANSES)
- 2008 : إعادة تأميم الخطوط الجوية الأرجنتينية. (كانت تملكها الدولة بين عامي 1949 و 1990).
- 2010 : إعادة تأميم فادييا (كانت تملكها الدولة بين عامي 1927 و1995)
- 2012 : تأميم واي-بي-إيف. كانت هاته الشركة ملكا للدولة بين عامي 1922 و 1993.
- 2013 : إعادة تأميم ميتروغاز (part of the Gas del Estado concern خصخصت عام 1992)
- 2013 : Belgrano Cargas (خصخصت عام 1999); Tren de la Costa؛ Belgrano Sur  [لغات أخرى]‏, Roca, San Martín  [لغات أخرى]‏, و Sarmiento commuter lines (خصخصت عام 1994/95)

### إسرائيل
- 1983 : تأميم أكبر البنوك الإسرائيلية، وذلك كان بسبب أزمة السندات التي ضربت إسرائيل في ذلك العام.

### إيران
- 1953 : الوزير الأول الإيراني محمد مصدق أمم شركة النفط الأنجلو-فارسية والصناعة النفطية في إيران.

### إيرلندا
- تأميم بنك أنجلو ريتش

### إسبانيا
- 1941 : أممت سكك إسبانيا الحديدية في أعقاب الحرب الأهلية الإسبانية.
- 1983 : تأميم الشركة الإسبانية راموسا وكان ذلك دون إعطاء أي مقابل لمالكها.
- 1962 : تأميم بنك إسبانيا.

### باكستان
- في 2 يناير 1972، أعلن الوزير الأول ذو الفقار علي بوتو تأميم كل الصناعات الأساسية بما فيها صناعة الحديد والصلب والأعمال الهندسية والكهربائية والبتروكيميائية الكبيرة والإسمنت والخدمات العمومية باستثناء صناعة الألبسة والأراضي.
- في 15 ديسمبر 2011، أعلن الوزير الأول يوسف رضا الكيلاني تأميم جميع الأسهم المحمولة من طرف مستثمرين خصوصيين للخطوط الجوية الدولية الباكستانية والسكك الحديدية الباكستانية.

### بولندا
- في عام 1946، بُعيد الحرب العالمية الثانية، أممت الحكومة البولندية جميع المقاولات حيث يتجاوز عدد الموظفين الخمسين.

### بوليفيا
- 2006 : في الفاتح من مايو عام 2006، أعلن الرئيس البوليفي إيفو موراليس، المنتخب مؤخرا، مخططات لتأميم صناعة الغاز الطبيعي؛ مُنحت الشركات الأجنبية مدة ستة أشهر من أجل إعادة التفاوض حول العقود المبرمة مسبقا مع بوليفيا.
- 2008 : في الفاتح من مايو عام 2008، انتُهى من تأميم الشركة الرائدة للاتصالات في بوليفيا وهي شركة انتيل. كانت قبل ذلك ملكا لشركة تيليكوم إيطاليا.
- 2010 : في الفاتح من مايو عام 2010، أممت الحكومة البنيات الأساسية في البلاد التي تولد الطاقة الهيدروكهربائية. هكذا أمكن لها التحكم في جل توليد وتوزيع الكهرباء في بوليفيا.
- 2012 : في الفاتح من مايو عام 2012، أممت حكومة موراليس الشركة العاملة على الشبكة الكهربائية وهي (Transportadora de Electricidad)(TDE). كانت حينئذ مملوكة إلى حدود 99.94% من طرف الشبكة الكهربائية لإسبانيا. TDE تملك وتدير 73% من الخطوط الكهربائية لبوليفيا.

### الجزائر
- تأميم الجزائر للمحروقات في 24 فبراير 1971.
- تأميم المناجم في 6 مايو 1966.

تأميم شركة الاتصالات جيزي بعد أن كان للمجمع الروسي فمبلكوم حصة فيه بنسبة 51 بالمئة يوم 18 أبريل 2014.

### رومانيا
- 1948 : بموجب مرسوم يعود تاريخه إلى 11 يوليو 1948، أمم النظام الشيوعي الجديد جميع شركات قطاع الخاص مما أدى إلى تحويل اقتصاد رومانيا من اقتصاد السوق إلى اقتصاد مخطط.
- 1950 : بموجب مرسوم يعود تاريخه إلى 19 أبريل 1950، خصخصت العديد من شركات وأراضي القطاع الخاص.

### روسيا
- 2013, كانت الصناعات الفضائية الروسية في طور التأميم خلال عام 2013.

### زيمبابوي
- زيمبابوي أممت البنية التحتية التي تمكنها من توزيع الغذاء،
- نادي زيمبابوي كريكت أُمم في عام 2004.
- أعلن الرئيس الزيمبابوي موغابي تأميم مناجم الألماس عام 2016 [1]

### السعودية
- 1963: تأميم الصحف السعودية بقرار من الملك فيصل بن عبد العزيز آل سعود مع معارضة جماعية من أفراد الصحافة السعودية.

### السويد
- 1939-1948 : تأميم معظم الشركات الخاصة للسكك الحديدية
- 1992 : أُمم جزء كبير من القطاع البنكي للبلاد.

### السودان
- 1950 : تأميم مشروع الجزيرة
- 1970 : تأميم بنك باركليز ليصبح بنك الخرطوم[2]
- 1970 : تأميم مجموعة شركات بيطار[2]
- 1970 : تأميم شركة شاكر اوغلو[2]
- 1970 : تأميم شركة كونت ميخالوس[2]
- 1970 : تأميم شركة مرهج[2]
- 1970 : تأميم شركة سركيس ازمرليان [2]
- 1970 : تأميم شركة جوزيف قهواتي[2]
- 1970 : تأميم شركة السجائر الوطنية[2]
- 1970 : تأميم بنك مصر
- 1970 : تأميم ناشونال اند جراندليز[2]
- 1970 : تأميم البنك العربي
- 1970 : تأميم البنك التجاري الإثيوبي
- 1970 : تأميم شركة كوتس[2]
- 1970 : تأميم شركة جلاتي هانكي[2]
- 1970 : تأميم شركة سودان ميركنتايل[2]
- 1970 : تأميم شركة الصناعات الكيماوية الإمبريالية[2]
- 1970 : تأميم شركة أسمنت بورتلاند[2]
- 1970 : تأميم أعمال حافظ البربري[2]
- 1970 : تأميم شركة صادق أبو عاقلة[2]
- 1970 : تأميم البنك التجاري السوداني
- 1970 : تأميم بنك النيلين

### الشيلي
- 1972 : تأميم الشيلي للنحاس ومناجمه من طرف حكومة سلفادور أليندي.

### العراق
- تأميم النفط عام 1972.

### فرنسا
- 1938 : الشركة الوطنية للسكك الحديدية الفرنسية (كانت الدولة تملك فيها نسبة 51% فصارت هذه النسبة 100% في عام 1981).
- 1945 : مجموعة من التأميمات بما فيها جل أبناك البلاد بالإضافة إلي تأميم شركة رينو. سُلبت الشركة من مالكها لويس رينو بعد اتهامه بالتعاون مع ألمانيا النازية. خصخصت الشركة فيما بعد في عام 1996.

### فنزويلا
- 2008 : في الثالث من أبريل عام 2008، أمر الرئيس هوغو شافيز بتأميم صناعة الأسمنت.[3]
- 2009 : في الثامن والعشرين من فبراير، 2009، أمر هوغو تشافيز الجيش بالسيطرة على كل ما يتعلق بمعالجة وتعبئة وتغليف الأرز.
- 2010 : في العشرين من يناير 2010، أمضى هوغو تشافيز على مرسوم يقضي بتأميم ست أسواق مركزية (سوبر ماركت) في فينزويلا، تنتمي إلى شركة فرنسية، بسبب رفع الأسعار والاحتكار، إلى درجات غير شرعية.

### ليتوانيا
2011 : أممت الحكومة الليتوانية بنك سنوراس.

### مصر
- 1956 : في 26 يوليو 1956، أمم الرئيس المصري الراحل جمال عبد الناصر قناة السويس وأرجع مالها من حقوق وما عليها من واجبات إلى الدولة حيث نقلت الملكية من الحكومة البريطانية إلى الحكومة المصرية مقابل تعويضات تمنح لها. انظر إلى تأميم قناة السويس وإلى السد العالي وإلى العدوان الثلاثي.

### موريتانيا
- سنة 1974 قام الرئيس الموريتاني الأول الزعيم المختار بن داداه بتأميم شركة ميفرما للمناجم والحديد، لتصبح بذلك تحت الإدارة الموريتانية بدل الإدارة الفرنسية، وكان هذا القرار مهما في التاريخ الموريتاني السياسي الحديث.

### هولندا
- 2008 : أممت الدولة الهولندية نشاطات شركة البنك والتأمين البلجيكية الهولندية فورتيس في هولندا، بعد مشاكل كبيرة تتعلق بقدرة البنك على سداد ديونه نتيجة الأزمة المالية العالمية.
- 2013 :

### الولايات المتحدة
- جوابا إلى هجومات 11 سبتمبر الإرهابية، أممت صناعة سلامة المطارات فوضعت تحت سلطة إدارة سلامة النقل.

### اليونان
- 1974 : تأميم شركة خطوط أولمبيك الجوية
- 2011 : بنك بروتون أممت بشكل نهائي في أعقاب أزمة الديون اليونانية

### اليابان
- 2012 : أممت شركة طوكيو للطاقة الكهربائية نتيجة لكارثة فوكوشيما النووية.